# Zahrada Holehird
Zahrada Holehird (anglicky Holehird Gardens) je botanická zahrada na ploše deseti akrů (čtyři hektary) nedaleko Windermere v hrabství Cumbria v Severozápadní Anglii a je sídlem společnosti Lakeland Horticultural Society (LHS), která ji spravuje , a oceněnou partnerskou zahradou RHS. V zahradě byla vysazena velká škála rostlin, zejména těch, které jsou vhodné pro místní klima s vysokými srážkami. Zahradu tvoří skalky, suťové zahrady, vřesoviště a obezděna zahrada s bylinnými záhony.

## Historie

### Sídlo
V 17. století byl majitelem Holehirdu Thomas Hird a jeho rodina. Holehird byl postaven v roce 1865 jako soukromý dům podle návrhu J. S. Crowthera, architekta manchesterské katedrály. Rozlehlé gotické sídlo v tudorovském stylu s dlouhými a štíhlými proporcemi je postaveno na kopci s výhledy na jezero Windermere. Dvoupatrový dům postavený z místní břidlice je členěn štíty, okna v kamenných šambránách jsou klenutá nebo arkýřovitá, komíny jsou šestiboké.
Dům je od roku 1973 kulturní památkou II. stupně zapsanou pod číslem 1332573. Od roku 1969 dům využívá charitativní společnost Leonard Cheshire Disability.

### Zahrada
Zahrada byla vytvořena na konci devatenáctého století třemi po sobě jdoucími majiteli sídla. V roce 1885 John Macmillan Dunlop založil formální zahradu a nechal postavit obezděnou zahradu s vyhřívanými skleníky u severní zdi. V roce 1897 se do Holehirdu nastěhovala rodina Groves, která pokračovala v rozvoji zahrady, nechala vybudovat skalku, četné vodní prvky včetně přehrazení potoků, které vytvořily jezero pod panským sídlem. Rodina Groves vlastnila dům od roku 1897 do roku 1945.
Zahradní architekt Thomas Mawson zahradu rozšířil v roce 1902, avšak do roku 1945 se její údržba stala příliš nákladnou a byla fakticky opuštěna a zcela zarostla.
V roce 1969 byla založena Lakeland Horticultural Society (LHS), která začala s obnovou opuštěné zahrady. Po vyčištění dvou akrů sadu, odkrytí starých cestiček a vybudování nových cest byla zahrada koncem sedmdesátých let zpřístupněna veřejnosti. V roce 1980 převzala LHS do péče ohrazenou zahradu. Byly vyklizeny skleníky a u severní zdi postavena knihovna, místnost pro členy LHS a v devadesátých letech 20. století nová recepce. Hospodářské budovy byly rekonstruovány pro využití jako kůlny pro uskladnění květináčů a množírny. Na dalších zakoupených prostorech byly zřízeny pěstební rámy, pokusné záhony a byla založena Stezka hortenzií. V roce 2001 byly propojeny pozemky staré viktoriánské zahrady s nově získanými pozemky (pět akrů) kolem domu. A také byla vytvořena Lesní stezka. V roce 2017 byl otevřen nový výstavní dům.
O zahradu pečují dobrovolníci z LHS, kteří sází a plejí záhony, propagují a navrhují zahradu a spravuji zahradu (správci). Průvodce The Best of Britain ji popisuje jako zahradu s „mnoha různými oblastmi k prozkoumání, včetně skalních vřesovišť a obezděné zahrady a bylinných záhonů, které všechny hýří barevnými rostlinami a jsou obohaceny nádhernými výhledy.“
V zahradě je Národní sbírka rostlin rodu astible, dabeocia, meconopsis, polystichum a hydrangera.
V Holehirdu pobývala v létě roku 1889 a 1895 se svými rodič Beatrix Potterová.

## Galerie

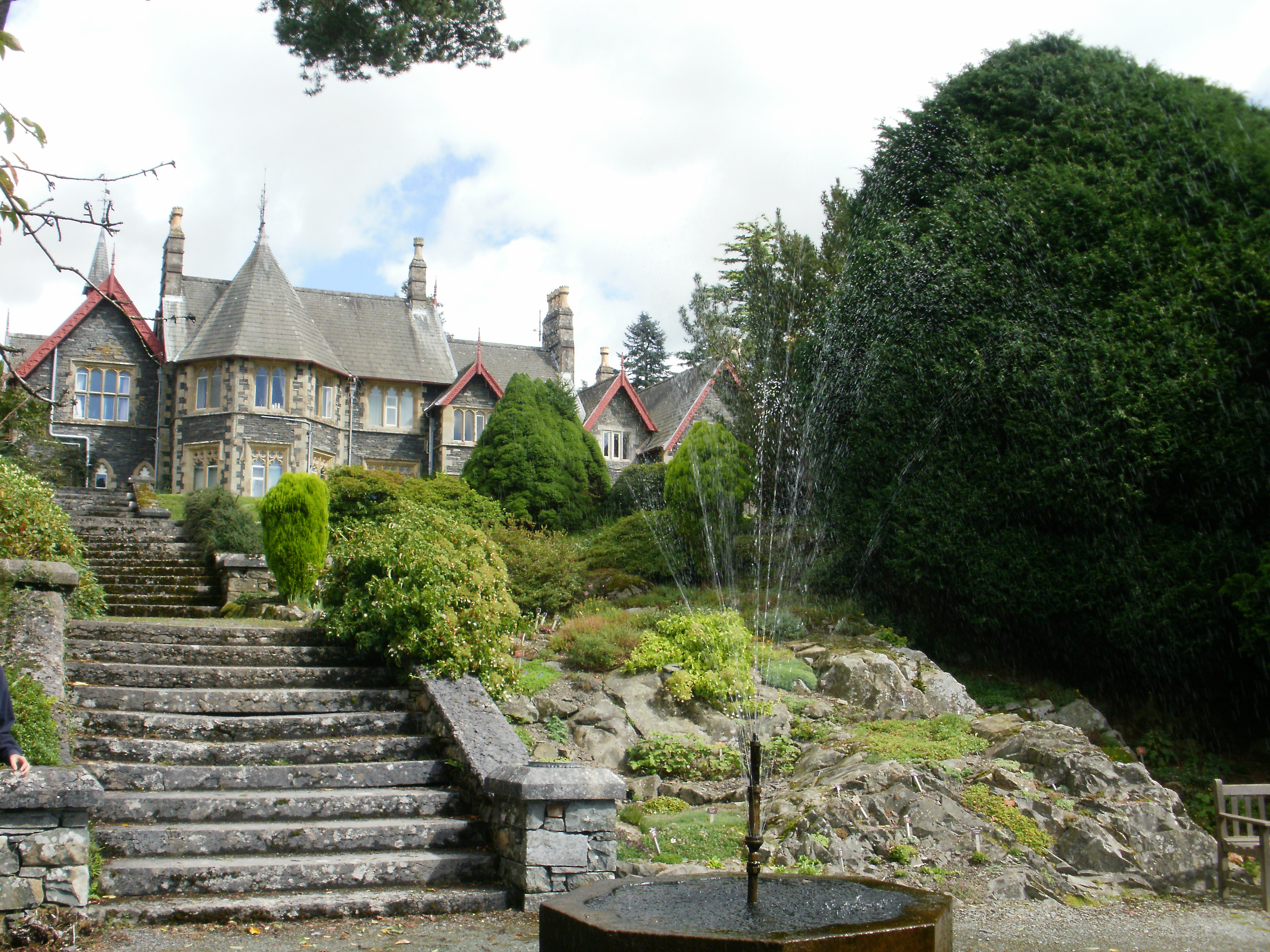
Sídlo Holehird
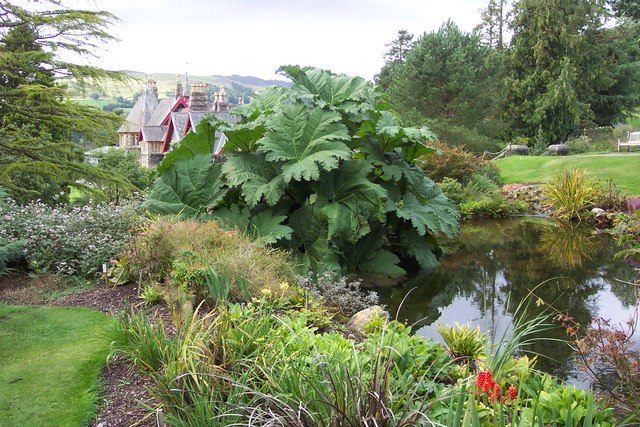
Jezírko s gunnerou